# Marokita
La marokita és un mineral de la classe dels òxids. Rep el seu nom del Marroc (Maroc en francès), en ser el primer mineral descobert en aquest país.

## Característiques
La marokita és un òxid de fórmula química CaMn₂3+O₄. Cristal·litza en el sistema ortoròmbic formant cristalls prismàtics de fins a 5 centímetres, aplanats en {010}; també pot ser fibrosa, en grups densos. Segons la classificació de Nickel-Strunz, la marokita pertany a «04.AB: Òxids amb proporció Metall:Oxigen = 3:4 i similars, amb cations de mida mitja i gran» juntament amb la dmitryivanovita.

## Formació i jaciments
Es troba en dipòsits d'òxid de manganès hidrotermals. Sol trobar-se associada a altres minerals com: jouravskita, hausmannita, braunita, criptomelana, pirolusita, crednerita, dolomita, barita, calcita o òpal. Va ser descoberta l'any 1963 a la mina Tachgagalt, a la província d'Ouarzazate (Souss-Massa-Draâ, Marroc). També ha estat descrita a la mina de plata Candelaria (Nevada, Estats Units), a la pedrera Caspar (Renània-Palatinat, Alemanya) i a diverses mines del Cap Septentrional (Sud-àfrica).